# バットフリップ
バットフリップ（Bat flip）は、野球において打った打球が本塁打になったということを打者が確信した際に、バットを高く放り投げる行為である。

## 概要
本塁打を放った後の派手なパフォーマンスは、投手に対しての敬意を欠く行為であるということから法度であり、行った場合にはそのチームのチームメイトも含めて報復死球を受けるかもしれないことであった。だが現在ではそうでは無いとのこと。
2024年10月7日の試合で大谷翔平が本塁打を放ち、バットフリップを行った。その翌日の試合の1階裏ではドジャースの相手チームの外野手が本塁打性の当たりを好守した。そして外野手は客席の方を向きながら飛び跳ねて客席を離れた。その試合の6回裏にはドジャースの投手が相手チームの打者に死球を当てた。その次の打者が三振になれば両軍ベンチだけでなく球場全体の緊張感が高まり、7回裏直前に試合は一時中断になった。このようになった原因は前日の試合での大谷翔平のバットフリップに原因があったのではという声もあった。現在でもバットフリップを好意的に思っていない人も存在する。このためバットフリップを行う人に悪意が無くても、いざこざが発生する可能性を否定はできない。
2025年7月16日にニュージャージー州のリトルリーグで、12歳の選手が本塁打を放った後にバットフリップをするということがあった。そこで審判はスポーツマンシップに欠ける行為として退場処分と1試合出場停止を課した。これに対して家族が裁判所に提訴して、裁判官は出場を認めるという判断を下した。